# Kobylniki (gromada w powiecie kazimierskim)
Kobylniki – dawna gromada, czyli najmniejsza jednostka podziału terytorialnego Polskiej Rzeczypospolitej Ludowej w latach 1954–1972.
Gromady, z gromadzkimi radami narodowymi (GRN) jako organami władzy najniższego stopnia na wsi, funkcjonowały od reformy reorganizującej administrację wiejską przeprowadzonej jesienią 1954 do momentu ich zniesienia z dniem 1 stycznia 1973, tym samym wypierając organizację gminną w latach 1954–1972.
Gromadę Kobylniki z siedzibą GRN w Kobylnikach utworzono – jako jedną z 8759 gromad na obszarze Polski – w powiecie pińczowskim w woj. kieleckim, na mocy uchwały nr 13h/54 WRN w Kielcach z dnia 29 września 1954. W skład jednostki weszły obszary dotychczasowych gromad Kobylniki i Krępice ze zniesionej gminy Topola oraz Grodzonowice ze zniesionej gminy Drożejowice w tymże powiecie. Dla gromady (błędnie podano nazwę gromada Kobielniki) ustalono 13 członków gromadzkiej rady narodowej.
1 stycznia 1956 gromada weszła w skład nowo utworzonego powiatu kazimierskiego w tymże województwie.
Gromadę zniesiono 31 grudnia 1959, a jej obszar włączono do gromad Drożejowice (wieś Grodzonowice) i  Topola (wsie Kobylniki i Krępice, parcelacje Ostrów i Międzygórze oraz zaścianki Jagiełki i Seselów).